# مقتل باميلا ويرنر
في صباح 8 يناير 1937، عُثر على جثة باميلا ويرنر (التي يُعتقد أنها وُلدت في 7 فبراير 1917) مشوهة بشكل مروع بالقرب من برج فوكس في بكين، الصين، خارج الحي الدبلوماسي. كانت باميلا الابنة الوحيدة لعالم الصينيات والدبلوماسي البريطاني المتقاعد إي. تي. سي. ويرنر. شوهدت آخر مرة وهي تغادر حلبة التزلج في الليلة السابقة، ولم يتم توجيه الاتهام إلى أي شخص في القضية.
رغم التعاون بين المسؤولين البريطانيين والصينيين، تعرقل التحقيق بسبب الفوضى السياسية والاجتماعية: فقد كانت بكين مكتظة باللاجئين الهاربين من الحرب، فيما كانت القوات اليابانية على وشك احتلال المدينة. ركزت التحقيقات على بعض الأجانب المقيمين، لكن القضية أُغلقت رسميًا بعد الإشارة إلى أن التشويه يشير إلى قاتل صيني دون التوصل إلى مشتبه به واضح. لاحقًا، منع الاحتلال الياباني أي محاولات لإعادة فتح الملف، كما فُقدت بعض السجلات البريطانية المتعلقة بالقضية.
لم يتخلَ ويرنر عن السعي لتحقيق العدالة؛ وباستخدام موارده الخاصة، اتهم طبيب الأسنان الأمريكي وينتوورث برينتيس بالضلوع في الجريمة.
ورغم الاهتمام الإعلامي الكبير بالقضية في ذلك الوقت، خفتت الأضواء عنها بسبب الحرب الصينية اليابانية الثانية التي امتدت إلى الحرب العالمية الثانية، ثم تأسيس جمهورية الصين الشعبية بعد الحرب الأهلية. عاد الاهتمام بالقضية مع إصدار كتاب (منتصف الليل في بكين) لبول فرينش عام 2011، الذي دعم استنتاجات ويرنر وحصد عدة جوائز. ومع ذلك، نفت عائلة برينتيس عبر موقع إلكتروني صحة هذه الادعاءات، مشيرة إلى أدلة وثائقية تتعارض مع استنتاجات فرينش وتثير الشكوك حول بعض رواياته.